# Рандовка
Рандовка (біл. Рандоўка) — село в Приборській сільській раді Гомельського району Гомельської області Республіки Білорусь.

## Географія

### Розташування
За 5 км від залізничної станції Прибор (на лінії Калинковичі — Гомель), 9 км на захід від Гомеля. На півдні межує з лісом.

## Гідрографія
На річці Рандовка (притока річки Уза).

## Транспортна мережа
Транспортні зв'язки степовою, потім автомобільною дорогою Калинковичі — Гомель. Планування складається з прямолінійної вулиці, орієнтованої з південного сходу на північний захід, до якої на сході приєднується коротка вулиця, що йде з півдня. Забудова дерев'яної садибного типу.

## Історія

### Археологічні розкопки
Виявлений археологами поблизу села курганний могильник свідчить про заселення цих місць з давніх-давен. 

### Велике князівство Литовське
За письмовими джерелами відоме з XVIII століття як село у Гомельському старостві Речицького повіту Мінського воєводства Великого князівства Литовського.

### Російська імперія
Після першого поділу Речі Посполитої (1772) у складі Російської імперії. З 1775 року у володінні фельдмаршала графа Петра Рум'янцева-Задунайського, в Новиковській економії Гомельського маєтку. З 1834 року у володінні фельдмаршала князя Івана Паскевича. З 1880-х років діяв хлібний магазин. Відповідно до перепису 1897 року розташовувалися: школа грамоти, вітряк. У 1909 році 414 десятин землі, у Телешевській волості Гомельського повіту Могильовської губернії.

### СРСР
У 1926 році відкрито поштовий пункт, село в Приборській сільраді Гомельського району Гомельського округу У 1929 році організовано колгосп. Під час німецько-радянської війни 33 мешканці загинули на фронті. У 1959 році у складі навчального господарства СПТУ-185 (центр – село Прибор). Працює магазин.

## Населення

### Чисельність
- 2009 — 38 мешканців